# Astérix y Obélix: el combate de los jefes
Astérix y Obélix: el combate de los jefes (Originalmente en francés Astérix et Obélix : Le Combat des chefs) es una miniserie de animación francesa de cinco episodios de treinta minutos dirigida por Alain Chabat en animación 3D. Se ha estrenado en Netflix en abril de 2025.

## Argumento
Prorrománix, un jefe galo que es partidario de los romanos, reta a una pelea a Abraracúrcix, el jefe de la aldea donde vive Astérix. El asunto se complica porque el druida Panoramix recibe un golpe de menhir de Obélix que le hace perder la memoria. Por ello es incapaz de recordar la fórmula de la poción que les proporciona fuerza.
Edadepiedrix se dedicará a entrenar a su jefe Abraracúrcix para que tenga mayor oportunidad de ganar el combate, ya que, si es derrotado, la aldea será sometida a las órdenes de Prorrománix y, por tanto, de Roma. 

## Producción
La serie ha sido dirigida por Alain Chabat y Fabrice Joubert y el guion ha sido escrito por el propio Chabat junto con Benoît Oullion y Pierre-Alain Bloch. 
La producción fue anunciada en marzo de 2021 como la primera serie de los personajes, tras el acuerdo Netflix con la editorial Hachette.

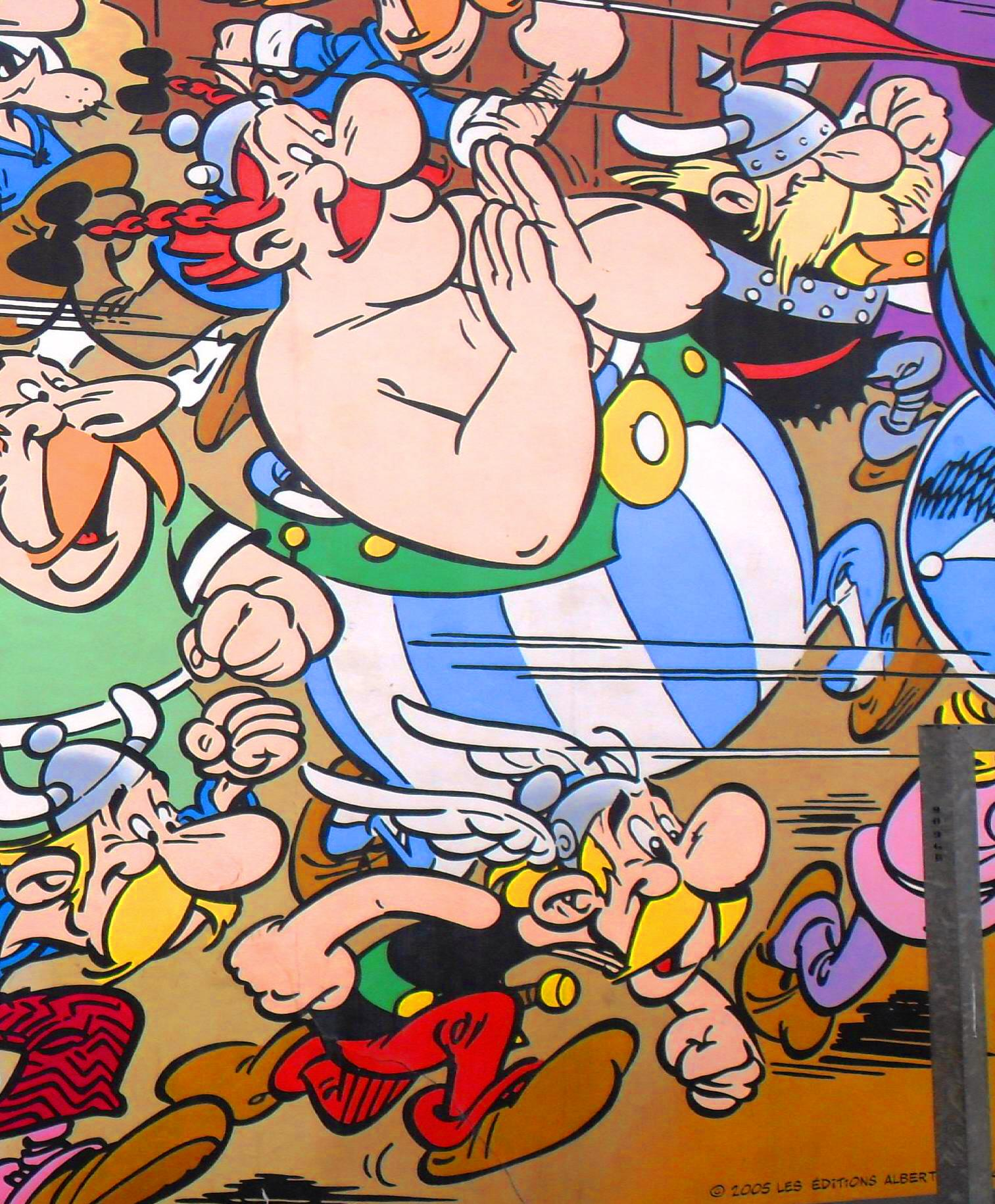
Astérix y Obélix, protagonistas de la serie

La historia se basa en el álbum de 1964, El combate de los jefes, escrito por René Goscinny  e ilustrado por Albert Uderzo.
Ha sido animada por la productora francesa TAT, con la asistencia de Kristof Serrand de DreamWorks. 